# Марцелин (консул 275 г.)
Вижте пояснителната страница за други личности с името Марцелин.
Марцелин (на латински: Marcellinus) е политик и сенатор на Римската империя през 3 век.
През 275 г. той е консул заедно с император Аврелиан.